# کوتینگبرون
کوتینگبرون (به آلمانی: Kottingbrunn) یک منطقهٔ مسکونی در اتریش است که در ناحیه بادن واقع شده‌است. کوتینگبرون ۷٬۴۱۹ نفر جمعیت دارد.